# Вояшувка (гміна)
Гміна Вояшувка (пол. Gmina Wojaszówka) — сільська гміна у східній Польщі. Належить до Кросненського повіту Підкарпатського воєводства. Центр — село Вояшівка.
Станом на 31 грудня 2011 у гміні проживало 9218 осіб.

## Територія
Згідно з даними за 2007 рік площа гміни становила 83.40 км², у тому числі:
- орні землі: 67.00 %
- ліси: 25.00 %

Таким чином, площа гміни становить 9.03 % площі повіту.

## Населення
Станом на 31 грудня 2011:
| Опис     | Загалом | Загалом | Чоловіки | Чоловіки | Жінки | Жінки |
| -------- | ------- | ------- | -------- | -------- | ----- | ----- |
| одиниця  | осіб    | %       | осіб     | %        | осіб  | %     |
| все      | 9218    | 100     | 4530     | 49.14    | 4688  | 50.86 |
| міське   | 0       | 100     | 0        |          | 0     |       |
| сільське | 9218    | 100     | 4530     | 49.14    | 4688  | 50.86 |

## Солтиства
- Байди
- Братківка
- Ленки Стрижівські
- Войківка
- Лончки Ягеллонські
- Вояшівка
- Одриконь
- Петруша Воля (Петрушева Воля)
- Прибівка
- Ріпник
- Устробна

## Релігія
До виселення українців у 1945 році в СРСР та депортації в 1947 році в рамках акції Вісла у селах гміни були греко-католицькі церкви парафій Короснянського деканату:
- парафія Ріпник: Ріпник, Братківка, Войківка, Петруша Воля, Прибівка
- парафія Ванівка : Одриконь

## Сусідні гміни
Гміна Вояшувка межує з такими гмінами: Вішньова, Єдліче, Корчина, Стрижів, Фриштак, Ясло.